# Ashika Pratt
Ashika Pratt (26 de abril de 1990) es una modelo neozelandesa. Es conocida por su aparición en el calendario Kingfisher 2010 y su portada Vogue India 2010.

## Modelaje
A los 15 años, fue descubierta por un agente y participó en los concursos de Miss y Mr Howick quedando segunda. Después de competir en el concurso decidió que no era lo suyo y firmó con Nova Models. Su primer trabajo fue para un comercial de televisión de Glassons, una línea de ropa neozelandesa. Ese mismo año Pratt debutó en la pasarela. Con Nova Models, realizó portadas de Yourself y Her Magazine. También anunció para la marca Mitsubishi.
Ha aparecido en Vogue India y Femina India. Ha aparecido en editoriales para Elle, Harpers Bazaar, Marie Claire, Vogue y Femina. Pratt fue elegida para el calendario Kingfisher 2010. Además, ha participado en el Lakme Fashion Week.
En 2010, fue nombrada por Elle como las mujeres más sexys. Además, Pratt fue nombrada en la lista de Vogue, "Fashion Power" 2010. 
En 2011, Pratt figuró en la portada de Vogue India Abril.